# Omar Mohamed
Omar Abdallahi Mohamed (som. Cumar Cabdullahi Maxamed; ar. عمر محمد; ur. 18 maja 1996 w Mogadiszu) – somalijski piłkarz grający na pozycji pomocnika i napastnika.

## Kariera juniorska
Mohamed przeprowadził się z rodziną do Stanów Zjednoczonych w 2005. W wieku 12 lat zaczął grać w FC Blast. 4 lata później trafił do juniorskich drużyn Columbus Crew. Od 1 sierpnia 2015 przez pół roku grał w Jackson Jets w ramach college'u. Wystąpił tam w 11 spotkaniach, zdobywając 6 bramek.

## Kariera seniorska

### Columbus Crew II
Mohamed zadebiutował w drugiej drużynie Columbus Crew 24 marca 2012 w starciu z rezerwami CF Montréal (przeg. 1:2). Łącznie rozegrał on dla nich 4 mecze, nie strzelając żadnego gola.

### FC Cincinnati
Mohamed podpisał kontrakt z FC Cincinnati 21 stycznia 2016. Debiut dla tego klubu zaliczył on 27 marca 2016 w starciu przeciwko Charleston Battery. Ostatecznie w barwach FC Cincinnati Somalijczyk wystąpił 18 razy, nie zdobywając żadnej bramki.

### Portland Timbers II
Mohamed przeniósł się do Portland Timbers 17 marca 2017. Zadebiutował on dla drugiej drużyny tego klubu 29 marca 2017 w meczu z rezerwami Sporting Kansas City (przeg. 1:0). Pierwszą bramkę zawodnik ten zdobył 30 lipca 2017 w wygranym 2:1 spotkaniu przeciwko Rio Grande Valley FC Toros. Łącznie dla rezerw Portland Timbers Somalijczyk rozegrał 27 meczów, strzelając jednego gola.

### Portland Timbers
Mohamed wystąpił w jednym spotkaniu w pierwszej drużynie Portland Timbers. Był to mecz Pucharu Stanów Zjednoczonych rozgrywany 14 czerwca 2017 przeciwko Seattle Sounders FC.

### Des Moines Menace
Mohamed trafił do Des Moines Menace 1 maja 2018. 6 lipca 2018 w starciu z Chicago FC United strzelił 2 gole i został wybrany zawodnikiem meczu. Ostatecznie w barwach Des Moines Menace Somalijczyk wystąpił 12 razy, zdobywając 3 bramki.

### Greenville Triumph SC
Mohamed przeszedł do Greenville Triumph SC 8 lutego 2019. Zadebiutował on dla tego klubu 20 kwietnia 2019 w meczu z Richmond Kickers (przeg. 1:0). Pierwszą bramkę zawodnik ten zdobył 9 sierpnia 2019 w wygranym 3:1 spotkaniu przeciwko rezerwom Toronto FC. Łącznie dla Greenville Triumph SC Somalijczyk rozegrał 39 meczów, strzelając jednego gola.

### Menemenspor
Mohamed podpisał kontrakt z Menemensporem 26 stycznia 2021. Debiut dla tego zespołu zaliczył on 31 stycznia 2021 w przegranym 0:4 spotkaniu przeciwko Giresunsporowi. Premierowego gola piłkarz ten strzelił 25 lutego 2021 w meczu z Bursasporem (wyg. 0:1). Ostatecznie w barwach Menemensporu Somalijczyk wystąpił 14 razy, zdobywając dwie bramki.

## Kariera reprezentacyjna

### Somalia
Mohamed został powołany na mecze eliminacji do Mistrzostw Świata 2022. Rozegrał on oba mecze przeciwko reprezentacji Zimbabwe, w drugim z nich (10 września 2019, przeg. 3:1) strzelił bramkę. Wystąpił w każdym z czterech spotkań fazy grupowej Pucharu CECAFA 2019. W starciu z Burundi (13 grudnia 2019, wyg. 1:0) strzelił bramkę.

## Statystyki

### Klubowe
(aktualne na dzień 6 sierpnia 2022)
| Klub                  | Sezon              | Liga                | Liga  | Liga   | Puchar kraju | Puchar kraju | Kontynent | Kontynent | Suma  | Suma   |
| Klub                  | Sezon              | Liga                | Mecze | Bramki | Mecze        | Bramki       | Mecze     | Bramki    | Mecze | Bramki |
| --------------------- | ------------------ | ------------------- | ----- | ------ | ------------ | ------------ | --------- | --------- | ----- | ------ |
| Columbus Crew II      | 2012               | USL Championship    | 1     | 0      | 0            | 0            | –         | –         | 1     | 0      |
| Columbus Crew II      | 2013               | USL Championship    | 4     | 0      | 0            | 0            | –         | –         | 4     | 0      |
| Columbus Crew II      | Ogólnie            | Ogólnie             | 5     | 0      | 0            | 0            | 0         | 0         | 5     | 0      |
| FC Cincinnati         | 2016               | USL Championship    | 18    | 0      | 1            | 0            | –         | –         | 19    | 0      |
| FC Cincinnati         | Ogólnie            | Ogólnie             | 18    | 0      | 1            | 0            | 0         | 0         | 19    | 0      |
| Portland Timbers II   | 2017               | USL Championship    | 27    | 1      | 0            | 0            | –         | –         | 27    | 1      |
| Portland Timbers II   | Ogólnie            | Ogólnie             | 27    | 1      | 0            | 0            | 0         | 0         | 27    | 1      |
| Portland Timbers      | 2017               | Major League Soccer | 0     | 0      | 1            | 0            | 0         | 0         | 1     | 0      |
| Portland Timbers      | Ogólnie            | Ogólnie             | 0     | 0      | 1            | 0            | 0         | 0         | 1     | 0      |
| Des Moines Menace     | 2018               | USL League Two      | 12    | 3      | 0            | 0            | –         | –         | 12    | 3      |
| Des Moines Menace     | Ogólnie            | Ogólnie             | 12    | 3      | 0            | 0            | 0         | 0         | 12    | 3      |
| Greenville Triumph SC | 2019               | USL League One      | 24    | 1      | 2            | 0            | –         | –         | 26    | 1      |
| Greenville Triumph SC | 2020               | USL League One      | 13    | 0      | 0            | 0            | –         | –         | 13    | 0      |
| Greenville Triumph SC | Ogólnie            | Ogólnie             | 37    | 1      | 2            | 0            | 0         | 0         | 39    | 1      |
| Menemenspor           | 2020/21            | TFF 1. Lig          | 14    | 2      | 0            | 0            | –         | –         | 14    | 2      |
| Menemenspor           | 2021/22            | TFF 1. Lig          | 0     | 0      | 0            | 0            | –         | –         | 0     | 0      |
| Menemenspor           | Ogólnie            | Ogólnie             | 14    | 2      | 0            | 0            | 0         | 0         | 14    | 2      |
| Ogólnie w karierze    | Ogólnie w karierze | Ogólnie w karierze  | 113   | 7      | 4            | 0            | 0         | 0         | 117   | 7      |

### Reprezentacyjne
| Reprezentacja | Rok     | Mecze | Bramki |
| ------------- | ------- | ----- | ------ |
| Somalia       | 2019    | 6     | 2      |
| Ogólnie       | Ogólnie | 6     | 2      |

| Mecze i gole w reprezentacji | Mecze i gole w reprezentacji | Mecze i gole w reprezentacji | Mecze i gole w reprezentacji | Mecze i gole w reprezentacji | Mecze i gole w reprezentacji | Mecze i gole w reprezentacji | Mecze i gole w reprezentacji                    |
| Somalia                      | Somalia                      | Somalia                      | Somalia                      | Somalia                      | Somalia                      | Somalia                      | Somalia                                         |
| Lp.                          | Data                         | Miejsce                      | Gospodarz                    | Gość                         | Wynik                        | Gol                          | Rozgrywki                                       |
| ---------------------------- | ---------------------------- | ---------------------------- | ---------------------------- | ---------------------------- | ---------------------------- | ---------------------------- | ----------------------------------------------- |
| 1.                           | 05.09.2019                   | Dżibuti                      | Somalia                      | Zimbabwe                     | 1:0                          |                              | Mistrzostwa Świata 2022 – eliminacje strefy CAF |
| 2.                           | 10.09.2019                   | Harare                       | Zimbabwe                     | Somalia                      | 3:1                          | Gol                          | Mistrzostwa Świata 2022 – eliminacje strefy CAF |
| 3.                           | 07.12.2019                   | Kampala                      | Dżibuti                      | Somalia                      | 0:0                          |                              | Puchar CECAFA 2019                              |
| 4.                           | 09.12.2019                   | Kampala                      | Uganda                       | Somalia                      | 2:0                          |                              | Puchar CECAFA 2019                              |
| 5.                           | 13.12.2019                   | Kampala                      | Burundi                      | Somalia                      | 0:1                          | Gol                          | Puchar CECAFA 2019                              |
| 6.                           | 15.12.2019                   | Kampala                      | Erytrea                      | Somalia                      | 0:0                          |                              | Puchar CECAFA 2019                              |

## Sukcesy
Indywidualne:
- Somalijski piłkarz roku (1×): 2019[21]